# Wet Damocles
De Wet Damocles (formeel de Wet van 18 maart 1999, houdende wijziging van de Opiumwet in verband met het creëren van de mogelijkheid voor de burgemeester om bestuursdwang toe te passen ter handhaving van de artikelen 2 en 3 van de Opiumwet in voor het publiek toegankelijke lokalen en daarbij behorende erven) heeft aan de Nederlandse Opiumwet artikel 13b toegevoegd dat een juridisch instrument biedt om op te treden tegen een coffeeshop die de voorwaarden overtreedt of de handel in drugs vanuit andere lokalen zoals cafés en winkels, maar ook woningen. 
Een burgemeester heeft op grond hiervan de bevoegdheid om over te gaan tot toepassing van bestuursdwang wegens geconstateerde drugshandel, indien in woningen of lokalen dan wel in of bij woningen of zodanige lokalen behorende erven (panden) een middel als bedoeld in lijst I of II bij de Opiumwet wordt verkocht, afgeleverd of verstrekt dan wel daartoe aanwezig is.
Indien gemeenten een overlastvergunningstelsel hanteren, kan de burgemeester, afhankelijk van de overtreding, ook optreden op grond van de bepalingen uit de Algemene Plaatselijke of Politie Verordening en/of op grond van artikel 125 Gemeentewet. Dit is bijvoorbeeld het geval als de regels voor de openingstijden worden overschreden. De Wet Damocles is echter de belangrijkste grond voor bestuurlijke sancties tegen drugshandel.
Volgens de Memorie van Toelichting heeft het Damoclesbeleid tot doel preventie en beheersing van de uit drugsproblematiek voortvloeiende risico’s voor de volksgezondheid en van nadelige effecten van de handel in en het gebruik van drugs op het openbare leven en andere lokale omstandigheden. Dit betekent dat door toepassing van het Damoclesbeleid een bepaald pand niet meer voor drugsgerelateerde activiteiten kan worden gebruikt en dat daarmee aan de uit de drugsproblematiek voorvloeiende risico’s een halt wordt toegeroepen. Het pand dat wordt gesloten staat dan niet langer meer bekend als drugspand en de rust in de directe omgeving zal terugkeren, waarmee een verdere aantasting van het woon- en leefklimaat wordt voorkomen.

## Wettekst
Artikel 13b Opiumwet (anno 2023): 
1. De burgemeester is bevoegd tot oplegging van een last onder bestuursdwang indien in een woning of lokaal of op een daarbij behorend erf:
a. een middel als bedoeld in lijst I of II dan wel aangewezen krachtens artikel 3a, vijfde lid, wordt verkocht, afgeleverd of verstrekt dan wel daartoe aanwezig is;
b. een voorwerp of stof als bedoeld in artikel 10a, eerste lid, onder 3°, of artikel 11a voorhanden is.
2. Het eerste lid is niet van toepassing indien woningen, lokalen of erven als bedoeld in het eerste lid, gebruikt worden ter uitoefening van de artsenijbereidkunst, de geneeskunst, de tandheelkunst of de diergeneeskunde door onderscheidenlijk apothekers, artsen, tandartsen of dierenartsen.